# Stay (I Missed You)
Stay (I Missed You) — дебютный сингл американской певицы Лизы Лоб, а также саундтрек к фильму «Реальность кусается». Песня была очень успешной, три недели возглавляла чарт Billboard Hot 100 и принесла Лоб популярность. Благодаря этой песне, Лоб стала первой и единственной исполнительницей, чей сингл попал на первое место американского чарта без контракта со звукозаписывающей компанией.
Канал VH1 поместил «Stay (I Missed You)» на 93-е место в списке «100 лучших песен 90-х».

## История создания
Лизу Лоб открыл актёр и будущий друг Итан Хоук, который жил рядом в Нью-Йорке. Лиза и Итан познакомились через общих друзей. Лоб часто исполняла «Stay (I Missed You)» на своих концертах, и Хоук дал кассету с песней режиссёру Бену Стиллеру, который в то время работал над фильмом «Реальность кусается». Стиллер сразу согласился включить песню в фильм.
Песня изначально называлась «Stay», однако в то время было несколько популярных песен с таким названием (например, песня U2 «Stay (Faraway, So Close!)». Из-за этого было добавлено уточнение «I Missed You», чтобы песню можно было отличить от других.

## Чарты
| Чарт (1994)       | Позиция |
| ----------------- | ------- |
| Billboard Hot 100 | 1       |